# Diana Khisa
Diana Khisa (ur. 26 maja 1987) – kenijska siatkarka, grająca jako środkowa. Obecnie występuje w drużynie Kenya Prisons.